# Heraclea
Heraclea (łac. Heracleensis) – stolica historycznej diecezji istniejącej od VI wieku do roku 1440 we Włoszech w prowincji Veneto, sufragania diecezji Akwileja. Współcześnie miasto Eraclea w północnych Włoszech. Obecnie katolickie biskupstwo tytularne. W latach 1989–2010 biskupem tytularnym Heraclei był nuncjusz apostolski w Polsce Józef Kowalczyk, późniejszy metropolita gnieźnieński i prymas Polski (2010-2014).

## Biskupi tytularni
| Lp. | Biskup                | Funkcja                                       | Od               | Do              |
| --- | --------------------- | --------------------------------------------- | ---------------- | --------------- |
| 1   | Mario De Santis       | biskup pomocniczy Troi i Bovino (Włochy)      | 8 kwietnia 1967  | 14 grudnia 1974 |
| 2   | Emil Stehle           | biskup pomocniczy Quito (Ekwador)             | 16 lipca 1983    | 5 stycznia 1987 |
| 3   | Józef Kowalczyk       | nuncjusz apostolski w Polsce                  | 26 sierpnia 1989 | 8 maja 2010     |
| 4   | Enrico dal Covolo SDB | rektor Papieskiego Uniwersytetu Laterańskiego | 15 września 2010 |                 |